# Rio Bascale
O rio Bascale (em turco: Başkale çayı[a]) ou rio Albaque (em armênio: Աղբակ գէտ; romaniz.: Ałbak get), chamado Elamuniche no tempo do Reino de Urartu, é um rio na bacia do rio Tigre. O Grande Zabe é um de seus tributários e o Grande Zabe é referido como Bascale / Albaque nos seus trechos superiores. Na Antiguidade, fazia uma das fronteiras do distrito (gavar) de Tancriana, na província de Vaspuracânia do Reino da Armênia.